# Adyar (Theosofische Vereniging)

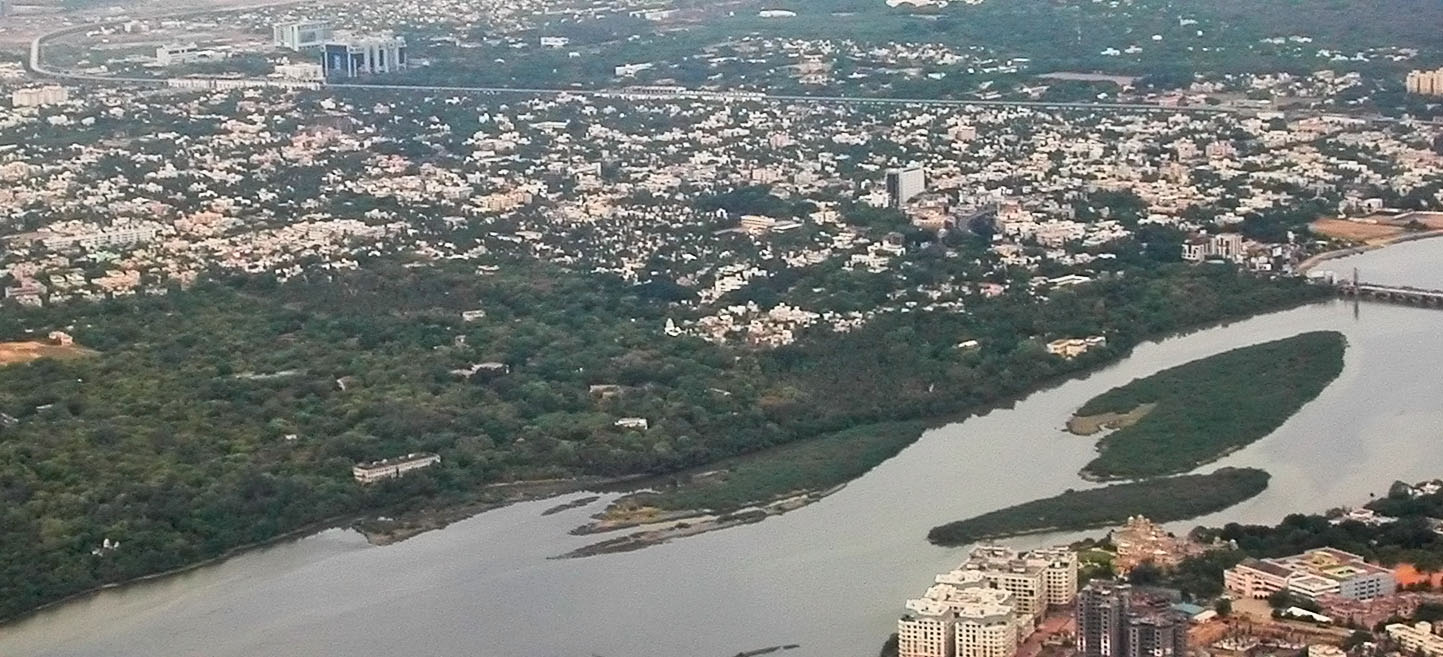
Monding van de rivier de Adyar, met op de voorgrond het domein van de Theosofische Vereniging.

Het Internationale Hoofdkwartier der Theosofische Vereniging wordt meestal Adyar genoemd, naar de plaats waar het is gevestigd, nabij de stad Chennai (India).
Het domein Adyar werd in 1882 door de Theosofische Vereniging aangekocht en sedertdien een aantal keer uitgebreid.
Bij het begin van de 21ste eeuw beslaat het domein 108 hectare, tegen 11 ha bij de aankoop.

## Afdelingen
- Blavatsky Gardens, het oudste gedeelte
- Olcott gardens
- Besant Gardens
- Damodar Gardens

## Bezienswaardigheden
- Het hoofdgebouw met binnen de grote hal en buiten de bas-reliëfs met olifantenkoppen, waarin de administratie, het museum en de archieven ondergebracht zijn
- De bibliotheek, met een der grootste verzamelingen van India (onder andere 20.000 palmbladmanuscripten en meer dan 250.000 gedrukte boeken)
- De Leadbeater Chambers (logement). Dit is het eerste gebouw in India dat werd opgetrokken in gewapend beton.
- De Blavatskybungalow
- Het Boeddhistisch Schrijn (1925)
- De Kerk van Sint-Michaël en alle Heiligen (Vrij-Katholieke Kerk)
- De Bharata Samajatempel (Hindoeïsme)
- De zoroastrische tempel
- De moskee
- Het Sikh-schrijn
- De uitgeverij
- De drukkerij
- De Bodhiboom, gegroeid uit een loot van de originele Bodhiboom, waaronder de Boeddha 2500 jaar geleden verlichting bereikte.
- Banyanboom, een van de oudste ter wereld, met honderden ademwortels. De kruin heeft een omtrek van 251 meter en een oppervlak van 4670 vierkante meter. Deze boom wordt jaarlijks door duizenden mensen bezocht. Onder deze boom werden toespraken gehouden door Annie Besant, Jiddu Krishnamurti, Mahatma Gandhi, Baden Powell, dalai lama Tenzin Gyatso en vele anderen. Het is ook onder deze banyanboom dat bij een bijeenkomst voor het eerst in India luidsprekers werden gebruikt.
- De tuinen worden vaak bezocht door botanici en ornithologen.